# Tour de France 2004/6. Etappe
Die sechste Etappe der Tour de France 2004 führte über 196 km in südwestlicher Richtung von Bonneval nach Angers. Die Etappe war mit drei Sprintwertungen und keiner Bergwertung ideal für die Sprinter und die Klassiker-Spezialisten.
Das Rennen begann gleich sehr offensiv mit einem Ausreißversuch von Krivtsov aus dem französischen Ag2r-Team, der jedoch kurzdrauf scheiterte. Kurz darauf löste sich eine Spitzengruppe mit zwölf Fahrern vom Hauptfeld, unter anderem Voigt, Zandio, Lang, Tombak, Knaven, Zanini, Pineau und Kirsipuu. Jedoch konnten sie sich nicht an der Spitze halten und wurden schnell wieder vom großen Feld geschluckt. Mit dem Zusammenschluss kam es jedoch wiederum zu einem Ausriss von Bartoli, Marinangeli und Engoulvent. Jedoch hatte diese Attacke auch keinen Erfolg.
Danach gab es noch einen Ausreißversuch von sechs Fahrer, der jedoch auch wieder vom Feld vereitelt worden ist. Daraufhin versuchte es Janek Tombak alleine, was jedoch auch nicht gelingen sollte.
Bei Kilometer 21 konnte sich endlich eine Gruppe dauerhaft absetzen: Bertolini, Lotz und da Cruz. Kurz darauf schlossen auch noch Flecha und Engoulvent auf. Als letzter kam noch Arvesen aus dem Team CSC hinzu. Der Vorsprung vergrößerte sich nur schrittweise auf maximal 4 Minuten.
Unterdessen machte Brioches La Boulangère, das Team des Gesamtführenden Thomas Voeckler, Tempo und kontrollierte somit die Ausreißer. Je näher es in Richtung Ziel ging, umso schneller schmolz der Vorsprung. Auf den letzten Kilometern konnte sich Flecha von der Spitzengruppe absetzen, aber das Feld schluckte ihn noch kurz vor dem Ziel.
Außerdem gab es zu Anfang des Rennens einen Sturz von Lance Armstrong, der jedoch wieder von seinem Team ans Hauptfeld herangeführt wurde. Überschattet wurde der Sprint durch einen Sturz auf dem letzten Kilometer. Im Massensprint konnte sich Tom Boonen klar vor Stuart O’Grady und Erik Zabel durchsetzen.

## Zwischensprints

### Zwischensprint 1 inMondoubleau(51,5 km)
| Erster  | Carlos da Cruz 6 P. und 6 s        |
| Zweiter | Alessandro Bertolini, 4 P. und 4 s |
| Dritter | Kurt-Asle Arvesen, 2 P. und 2 s    |

### Zwischensprint 2 inLe Lude(132 km)
| Erster  | Carlos da Cruz 6 P. und 6 s        |
| Zweiter | Kurt-Asle Arvesen, 4 P. und 4 s    |
| Dritter | Alessandro Bertolini, 2 P. und 2 s |

### Zwischensprint 3 inFontaine-Milon(168 km)
| Erster  | Jimmy Engoulvent 6 P. und 6 s      |
| Zweiter | Carlos da Cruz, 4 P. und 4 s       |
| Dritter | Alessandro Bertolini, 2 P. und 2 s |